# Tricotilomanie
Tricotilomania este dorința patologică și obsesivă a unei persoane de a-și smulge părul și e considerată o afecțiune rară, însă nu a fost studiată destul încât să i se poată determina gradul de prevalență în ansamblu.

## Simptome
Simptomele tricotilomaniei includ: smulgerea repetată a părului, ceea ce conduce la formarea de zone sensibile în care părul nu mai crește, senzația de tensiune resimțită în momentele dinainte să îți smulgă firele de păr sau atunci când încearcă să reziste tentației, senzația de plăcere sau ușurare pe care o experimentează persoana în momentul în care își smulge părul.
Tricotilomania este clasificată ca fiind o tulburare de control a impulsurilor, din cauza faptului că oamenii nu pot să se opună și nu reușesc să controleze impulsul de a-și smulge părul. Această afecțiune se înscrie și în spectrul tulburărilor obsesiv-compulsive, cu care se asemene mult, în special în privința caracterului compulsiv și repetitiv al acțiunilor pe care le presupune. Printre bolile care se înscriu în categoria tulburărilor repetitive concentrate pe propriul corp se numără și rosul unghiilor, tulburările de alimentați, dismorfofobia (teama patologică de a deveni diform) sau sindromul Tourette.

## Cauze ce favorizează apariția tricotilomaniei
În privința tricotilomaniei, motivele care conduc la apariția bolii nu sunt bine stabilite. Anumite opinii psihanaliste pun această afecțiune în cârca lipsei sau separării de un om apropiat, dar sunt și teoreticieni, mai ales behavioriști, care zic despre aceste comportamente că sunt vicioase și originate în copilărie și se mențin când înaintezi în vârstă pentru că de la început nu sunt percepute ca fiind nocive.

## Tratarea tricotilomaniei
Diverse medicamente psihiatrice se folosesc pentru a ajuta persoanele diagnosticate cu tricotilomanie. Un medicament de utilizat este clomipramina, de obicei considerat a fi un medicament anti-obsesional. Unele persoane nu răspund pozitiv tratamentului cu medicamente.